# Goin' South
Goin' South (bra Com a Corda no Pescoço; prt A Caminho do Sul) é um filme estadunidense de 1978, dos gêneros comédia e faroeste, dirigido e estrelado por Jack Nicholson. 

## Elenco
- Jack Nicholson - Henry Lloyd Moon
- Mary Steenburgen - Julie Tate
- Christopher Lloyd - delegado Towfield
- John Belushi - delegado Hector
- Richard Bradford - xerife Andrew Kyle
- Veronica Cartwright - Hermine
- Jeff Morris - Big Abe
- Danny DeVito - Hog
- Tracey Walter - Coogan
- Luana Anders - Loretta Anderson
- Lucy Lee Flippin - Diane Haber
- Ed Begley, Jr. - Whitey Haber